# Ruthless
Ruthless is een Amerikaanse film noir uit 1948 onder regie van Edgar G. Ulmer.

## Verhaal
Horace Vendig doet zichzelf voor als een rijke filantroop. Nadat hij intrekt bij de rijkere buren, begint hij met pogingen om meer geld te verdienen. Ook bedriegt hij vrouwen in relaties.

## Rolverdeling
| Acteur             | Personage                       |
| ------------------ | ------------------------------- |
| Zachary Scott      | Horace Woodruff Vendig          |
| Louis Hayward      | Vic Lambdin                     |
| Diana Lynn         | Martha Burnside / Mallory Flagg |
| Sydney Greenstreet | Buck Mansfield                  |
| Lucille Bremer     | Christa Mansfield               |
| Martha Vickers     | Susan Duane                     |
| Dennis Hoey        | Mijnheer Burnside               |
| Edith Barrett      | Mevrouw Burnside                |
| Raymond Burr       | Pete Vendig                     |
| Joyce Arling       | Kate Vendig                     |
| Charles Evans      | Bruce McDonald                  |
| Robert J. Anderson | Horace Vendig als kind          |
| Arthur Stone       | Vic Lambdin als kind            |
| Ann Carter         | Martha Burnside als kind        |
| Edna Holland       | Libby Sims                      |